# Дильман, Август
Август Христиан Фридрих Дильман (25 апреля 1823, Иллинген (Вюртемберг) — 4 июля 1894, Берлин) — германский востоковед, филолог, библеист и богослов. Специализировался на ветхозаветном богословии, известен своими обширными комментариями к Пятикнижию и книгам Иисуса Навина и Иова; был также одним из крупнейших специалистов по эфиопским языкам и литературе своего времени и считается фактическим основателем современной западной эфиопистики.
Родился в семье директора школы. В 1840 году окончил Тюбингенский университет, где изучал философию и богословие и был в числе учеников Фердинанда Баура, хотя и не присоединился к его научной школе. После завершения обучения некоторое время служил пастором в Зерсхайме, но затем решил вернуться к научной работе. С 1844 года состоял в Королевском обществе Ройгеля. Изучал востоковедение под руководством Георга Эвальда, получил степень доктора философии, с 1846 по 1848 год занимался изучением эфиопских рукописей в библиотеках Лондона, Оксфорда и Парижа, в 1847—1848 годах составлял каталоги этих рукописей в Британском музее и Бодлеанской библиотеке Оксфорда, занявшись затем подготовкой издания эфиопской Библии. После возвращения в 1848 году в Тюбинген стал репетентом в городской семинарии, с 1851 года преподавал в звании приват-доцента и с 1853 года как экстраординарный профессор. В 1854 году перешёл на ту же должность в университет Киля, где в 1860 году стал ординарным профессором восточных языков. С 1864 года преподавал Ветхий Завет в Гиссенском университете, в 1869 году стал профессором ветхозаветного богословия и восточных языков в Берлинском университете, в 1875/1876 учебном году избирался ректором университета. С 1872 года был членом-корреспондентом Баварской академии наук, а с 1877 года — действительным членом Прусской академии наук. В 1881 году был председателем международного конгресса востоковедов.
В 1851 году Дильманом была издана «Книга Еноха» на эфиопском языке («Liber Henoch aethiopice»; издание на немецком языке появилось в 1853 году, на английском в 1893-м); во время работы в Киле он завершил работы над первой частью эфиопской Библии, «Octateuchus Aethiopicus» (1853—1855). В 1857 году вышел в свет его труд «Grammatik der äthiopischen Sprache» (2-е издание — 1899), в 1859 году — «Книга Юбилеев»; в 1861 и 1871 годах была издана вторая часть эфиопской Библии, «Libri Regum», а в 1865 году — больщшой словарь эфиопского языка «linguæ aethiopicæ», работа над которым велась с 1862 года. В 1866 году вышла работа «Chrestomathia aethiopica». Другие известные труды: «Octateuchus aethiop.» (1853), «Zur Geschichte d. Axumitisch. Reiches im IV—VI Jahrh.» (1881), «Ueber die Anfände d. Axumitischen Reiches» (1879). В 1878 году им также был составлен каталог эфиопских рукописей Берлинской королевской библиотеки.
С 1864 года Дильман вернулся также к богословским исследованиям. Лекции по богословию, прочитанные им в Гиссенском университете, были изданы в сборниках «Ursprung der alttestamentlichen Religion» (1865) и «Die Propheten des alten Bundes nach ihrer politischen Wirksamkeit» (1868). В 1869 году вышел в свет его комментарий к «Хиобу» (4-е издание — 1891 год), благодаря которому он получил репутацию одного из ведущих ветхозаветных экзегетов своего времени.
Известность Дильмана как богослова базировалась главным образом на собрании комментариев, основанных на труде Августа Кнобеля «Die Genesis» (Лейпциг, 1875): «Die Bücher Exodus und Leviticus» (1880); «Die Bücher Numeri, Deuteronomium und Josua» вместе с диссертационным исследованием о происхождении «шести свитков» (1886); «Der Prophet Jesaja» (1890). В 1877 году Дильман опубликовал «Вознесение Исаии» на эфиопском и латинском языках. Кроме того, им было написано множество статей для Библейского словаря Даниэля Шенкеля, словаря Брокгауза и Религиозной энциклопедии Иоганна Якоба Херцога. Его труд по теологии Ветхого Завета, «Handbuch der alttestamentlichen Theologie», был опубликован Рудольфом Киттелем в 1895 году.
После смерти Дильмана его личная библиотека, насчитывавшая более 5000 томов, была пожертвована университету Джонса Хопкинса в Балтиморе.